# Tragica notte
Pour plus de détails, voir Fiche technique et Distribution.
Tragica notte  (« Nuit tragique »)  est un film dramatique italien réalisé par Mario Soldati sorti en 1942.

## Synopsis
Le jeune braconnier Nanni, sort de prison après avoir purgé sa peine et apostrophe violemment le garde-chasse Stefano, qui l'avait dénoncé. Celui-ci pour se défausser, insinue que l'épouse de Nanni aurait eu, pendant la détention de ce dernier, une relation avec le comte Paolo, propriétaire de la réserve de chasse. Dans un premier temps, Nanni, aveuglé par la jalousie est sensible à cette accusation mais au moment décisif, se reprend et devine la perfidie de Stefano.
Au cours du duel final entre Nanni et Stefano, ce dernier succombe, mais le conte Paolo, qui a eu connaissance de l'intrigue, en assume la responsabilité en déclarant avoir abattu son employé pendant un incident de chasse.

## Fiche technique
- Titre : Tragica notte
- Réalisation : Mario Soldati
- Scénario : Mario Soldati, Delfino Cinelli, Emilio Cecchi, Mario Bonfantini, Enzo Giachino, Lucio De Caro
- Musique : Giuseppe Rosati
- Photographie :Massimo Terzano, Otello Martelli
- Montage :Marcella Benvenuti
- Producteur :Eugenio Fontana (Scalera)
- Production :Scalera Film
- Distribution :Scalera Film
- Pays de production :  Royaume d'Italie
- Durée : 80 minutes
- Genre : Drame
- Dates de sortie :
  - Royaume d'Italie (1861-1946) : 20 mars 1942

## Distribution
- Doris Duranti: Armida
- Carlo Ninchi: Stefano
- Andrea Checchi: Nanni
- Adriano Rimoldi: conte Paolo Martorelli
- Amelia Chellini: Zelinda, mère de Armida
- Juan de Landa: Faille
- Giulio Battiferri: Gino
- Dora Bini
- Daniele Danielli
- Carlo Mariotti
- Marco Monari Rocca

Doubleurs originaux :
- Amilcare Pettinelli: Juan de Landa
- Aldo Silvani: Giulio Battiferri